# ペック

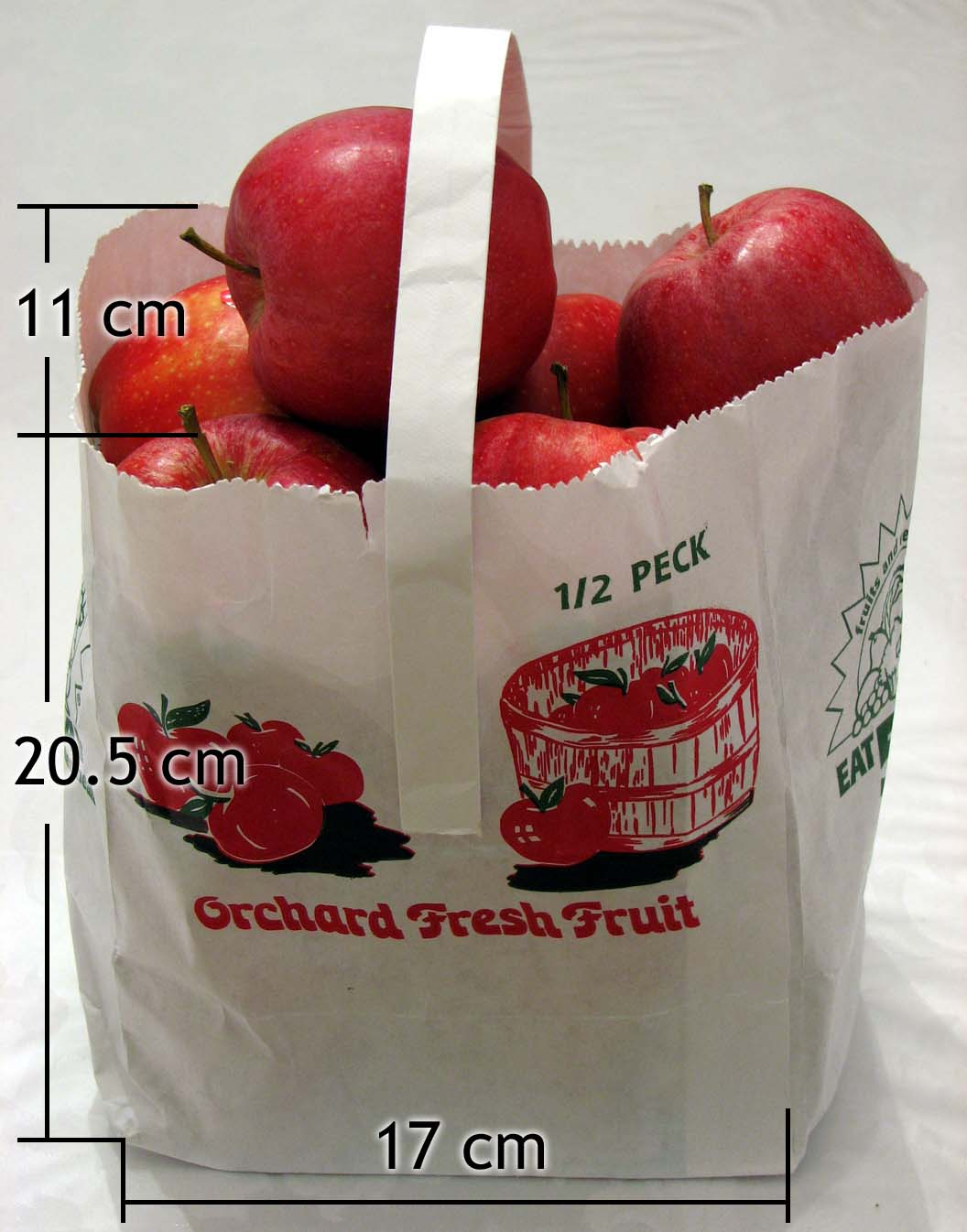
半ペックサイズのリンゴ袋

ペック (peck) は、ヤード・ポンド法における体積（容積）の単位である。穀物などの乾量の計量に用いられる。
1ペックは2ガロン、8クォート、16パイントに等しく、2ペックが1ケニング、4ペックが1ブッシェルとなる。他の体積の単位と同様、アメリカとイギリスで値が異なるが、1ペックはおよそ9リットルである。
- 1 ペック（英） = 9.09218 リットル
- 1 ペック（米） = 8.80977 リットル

アメリカでは、リンゴは1ペックまたは半ペックのかごに入れられて売られている。それ以外にはペックはほとんど用いられていない。